# Resultados do Carnaval de Vitória em 2012
Esta página contém os resultados do Carnaval de Vitória no ano de 2012.

## Escolas de samba

### Grupo Especial
A Independente de Boa Vista conquistou seu segundo título do Carnaval Capixaba. Unidos de Barreiros foi rebaixada.
| Legenda: Campeã Rebaixada |

| Col. | Escola                       | Enredo                                                                         | Pontos |
| ---- | ---------------------------- | ------------------------------------------------------------------------------ | ------ |
| 1    | Independente de Boa Vista    | Vida em Poesia… A Lira que é Lucinda                                           | 197.4  |
| 2    | Mocidade Unida da Glória     | Gonzagão! Filho do Sertão, Majestade do Baião – 100 anos em glória             | 195.8  |
| 3    | Piedade                      | Piedade, um ato de amor na vida de tantas Marias… Guerreiras ou Anjos de Luz?! | 193.5  |
| 4    | Independente de São Torquato | Simplesmente Rosa                                                              | 189.2  |
| 5    | Jucutuquara                  | Mistérios e Encantos da Ilha de Tupinambarana                                  | 188.8  |
| 6    | Novo Império                 | Lendas e Maravilhas do Espírito Santo (Reedição de 1976)                       | 184.3  |
| 7    | Pega no Samba                | Nós que aqui Estamos, por vós Esperamos                                        | 183.8  |
| 8    | Imperatriz do Forte          | SESI 60 anos: Gira Mundo Gera Vida                                             | 178.1  |
| 9    | Andaraí                      | Milson Henriques, Bodas de Ouro em Verde e Rosa                                | 170    |
| 10   | Barreiros                    | Barreiros canta a cultura das terras de Aracruz (Reedição de 2006)             | 168.7  |

### Grupo de acesso
A escola de samba Arco-Íris desfilou como convidada e não foi avaliada. A Tradição Serrana sagrou-se campeã e foi promovida de grupo.
| Legenda: Promovida |

| Col. | Escola           | Enredo                                                                                                | Pontos |
| ---- | ---------------- | --- | ------ |
| 1    | Tradição Serrana | As Treze Maravilhas do Carnaval Capixaba                                                              | 87.7   |
| 2    | Rosas de Ouro    | Serra, orgulho do Brasil; a 4ª cidade que mais cresce no país, sou capixaba, sou da Serra e sou feliz | 87.6   |
| 3    | Árco-Íris        | | --     |

## Blocos carnavalescos
O bloco carnavalesco Pinduraí sagrou-se campeão pela segunda vez.
| Legenda: Campeão |

| Col. | Escola                    | Enredo | Pontos |
| ---- | ------------------------- | ------ | ------ |
| 1    | Pindura Aí                |        | 249.4  |
| 2    | Não Me Empurre Que É Pior |        | 246.5  |
| 3    | Tô na Fofoca              |        | 237.50 |
| 4    | Amarra o Burro            |        | 226.6  |
| 5    | Lagartos Voadores         |        | 212.9  |
| 6    | Homicida                  |        | 212.2  |
| 7    | Arrastão do Amor          |        | 193    |
| 8    | Furiosos do Samba         |        | 192    |
| 7    | Virgens de Caratoíra      |        | 175    |